# Johann von Aragonien
Johann von Aragonien  (* 1439 oder 1440; † 18. November 1475 in Albalate de Cinca (Aragonien)), aragonesisch Chuan d’Aragón, katalanisch Joan d’Aragó, spanisch Juan de Aragón, war ein aragonischer Politiker und Militär. Papst Innozenz VIII. verlieh ihm im Jahr 1458 den Titel Erzbischof von Saragossa. Er wurde nicht zum Priester, daher auch nicht zum Erzbischof geweiht.
Johann war eines der sechs bekannten außerehelichen Kinder des damaligen Königs Johann II. von Navarra. Ein weiterer außerehelicher Sohn König Johanns war Alfons von Aragonien und Escobar.
Halbgeschwister Johanns aus ehelichen Verbindungen seines Vaters waren u. a. Karl von Viana, Blanka von Aragonien, die von 1440 bis 1453 mit Heinrich IV. von Kastilien verheiratet war, Eleonore und Ferdinand.
Johann war wenig interessiert an kirchlichen Angelegenheiten und überließ ihre Erledigung Stellvertretern, die in seinem Namen handelten. Im Jahr 1467 ließ Johann von Aragonien die Holzskulpturen des Hauptaltars der Kathedrale von Saragossa durch farbig gefasste Skulpturen aus Alabaster ersetzen, die von dem Bildhauer Hans Peter Danzer angefertigt wurden. Auf Johanns Betreiben wurde die Kathedrale von Saragossa 1469 mit einer neuen Orgel ausgestattet.
Als Erzbischof von Saragossa befehligte Johann von Aragonien eine schlagkräftige Truppe von Rittern und zugehöriger Infanterie. Damit unterstützte er seinen Vater und seine Brüder Alfons und Ferdinand in den Kämpfen der Bürgerkriege in Navarra, in Katalonien und im Kampf gegen Frankreich.
Der Erzbischof von Saragossa hatte den Vorsitz in der Kammer des Klerus (brazo del clero) der Cortes von Aragonien und dadurch einen starken Einfluss auf die Sitzungsabläufe und Entscheidungen dieses Gremiums.  Sein Vater Johann II. betraute Johann mit weiteren politischen Aufgaben, darunter zeitweise die Stellvertretung des Königs im Königreich Aragonien.
Johann wurde in der Kathedrale von Saragossa beigesetzt.